# ماريان إي. وايت
ماريان إي. وايت (بالإنجليزية: Marian E. White)‏ هي عالمة آثار أمريكية، ولدت في 28 أغسطس 1921 في هارتلاند في الولايات المتحدة، وتوفيت في 31 أكتوبر 1975 بسبب سرطان.